# Cardellina
Cardellina es un género de aves paseriformes de la familia Parulidae. Agrupa a cinco 
especies originarias de América Central y Norteamérica.

## Especies
Se distinguen las siguientes especies:
- Cardellina canadensis
- Cardellina pusilla
- Cardellina rubrifrons
- Cardellina rubra
- Cardellina versicolor